# 邪馬台 (重量物運搬船)
邪馬台（Yamatai、やまたい）は、日本郵船子会社の日之出郵船が運航（船主はパナマの現地子会社で船籍もパナマ）している重量物運搬船（モジュール運搬船）。

## 概要
邪馬台級の1番船で、2010年4月9日に三菱重工業長崎造船所で竣工した。荷役は自走式台車によるRORO方式で、甲板上の貨物スペースは長さ120m×幅36mである。また、三菱重工と日本郵船が共同開発した、送風機により発生させた気泡を船底に送り海水との摩擦抵抗を減らす「空気潤滑システム」を搭載しており、従来船と比較して約10％の省エネ効果を得た。これにより日本船舶海洋工学会のシップ・オブ・ザ・イヤー2010（特殊船部門賞）を2番船「大和」と共に受賞した。
2011年3月に発生した東日本大震災では日本郵船より物資輸送用に無償提供され、3月24日に日本経団連の企業32社や全日本海員組合、地方自治体などが提供した支援物資を積み神戸港を出港、27日に八戸港に寄港した。

## 同型船
- 2番船　「大和（Yamato、やまと）」

2010年11月29日竣工。